# Майракахак
Майракахак (иногда Кахакатех) — укрепленное городище в Нагорном Карабахе, являлось резиденцией армянских меликов Исраелянов. Расположен на правом берегу р. Тертер в деревне Вагуас (Гозлу). Представляет собой комплекс разрушенных зданий, кладбище и Монастырь Тирамайр. Последний, наряду с кладбищем, был сильно разрушен в 1920-30 х годах. Крепостные башни охранявшего город укрепления местным населением называются «Сэргэвлясэр» (с арм. «айвовый перевал»)